# Todo con exceso
Todo con exceso es una canción perteneciente a la banda de rock mexicana Cuca, la cual se grabó en el disco Tu cuca madre ataca de nuevo. 
Este tema grabado en 1992, y lanzado en 1993, fue uno de los que más éxito tuvo y sigue teniendo en la actualidad, además de ser una de las más populares de ese tiempo. Además esta canción es una de las más conocidas de este grupo y una de las más aplaudidas y coreadas por su fanáticos durante los conciertos.
- Datos: Q5687262